# Jefferson (fiume)

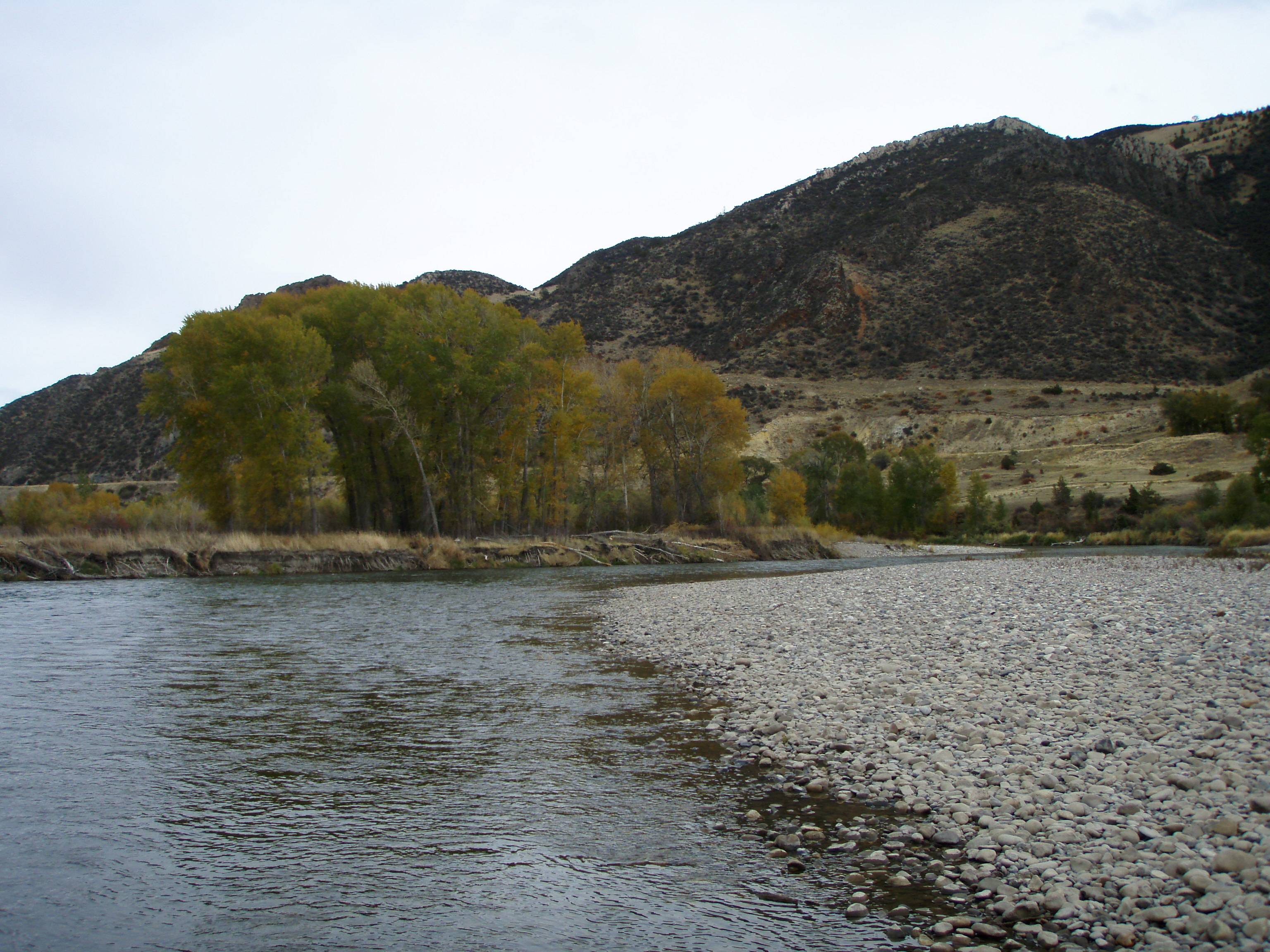
Il fiume Jefferson nei pressi di Parrot Castle

Il fiume Jefferson è un affluente del Missouri; esso è lungo circa 124 chilometri e si trova nello Stato del Montana, negli Stati Uniti d'America. Insieme ai fiumi Madison e Gallatin forma l'inizio ufficiale del fiume Missouri, nel punto in cui i tre affluenti confluiscono presso la città di Three Forks (il Gallatin sfocia nel Jefferson circa un chilometro più a monte del punto in cui vi sfocia anche il Madison).
Lewis e Clark visitarono la regione il 28 luglio del 1805. Meriwether Lewis scrisse nel suo diario:
La decisione di Lewis e Clark di chiamare il Jefferson col nome del presidente degli Stati Uniti e non Missouri ha successivamente provocato un dibattito su quale fosse il fiume più lungo dell'America settentrionale, poiché il Mississippi ed il Missouri hanno lunghezze pressoché identiche. Tradizionalmente il primato è stato riconosciuto al Missouri, ma da quando 116 chilometri del suo corso sono stati eliminati per mezzo di canalizzazioni ci si riferisce ad esso come il secondo fiume in lunghezza. Includendo il Jefferson nella lunghezza totale del Missouri, il fiume risultante sarebbe nuovamente il maggiore.
Le più distanti sorgenti del fiume Missouri sono tuttora oggetto di dibattito, ma entrambe le località coinvolte confluiscono nel Jefferson. Il 12 agosto 1805 Lewis scrisse di aver visitato la sorgente più distante del Missouri, situata nei pressi del Lehmi Pass, sullo spartiacque continentale a 2.600 metri di altezza. Nel 1888 però Jacob Brower, che precedentemente aveva con successo localizzato le sorgenti del Mississippi in un parco statale del Minnesota, visitò un diverso sito che oggi è considerato essere il vero punto più lontano da cui originano le acque che poi confluiscono nel Missouri (questo luogo è oggi chiamato Bower's Spring). Bower pubblicò i suoi risultati nel 1896 in un libro dal titolo Il Missouri: le sue più lontane sorgenti. Bower's Spring si trova a circa 2.700 metri di altitudine.